# 葛德

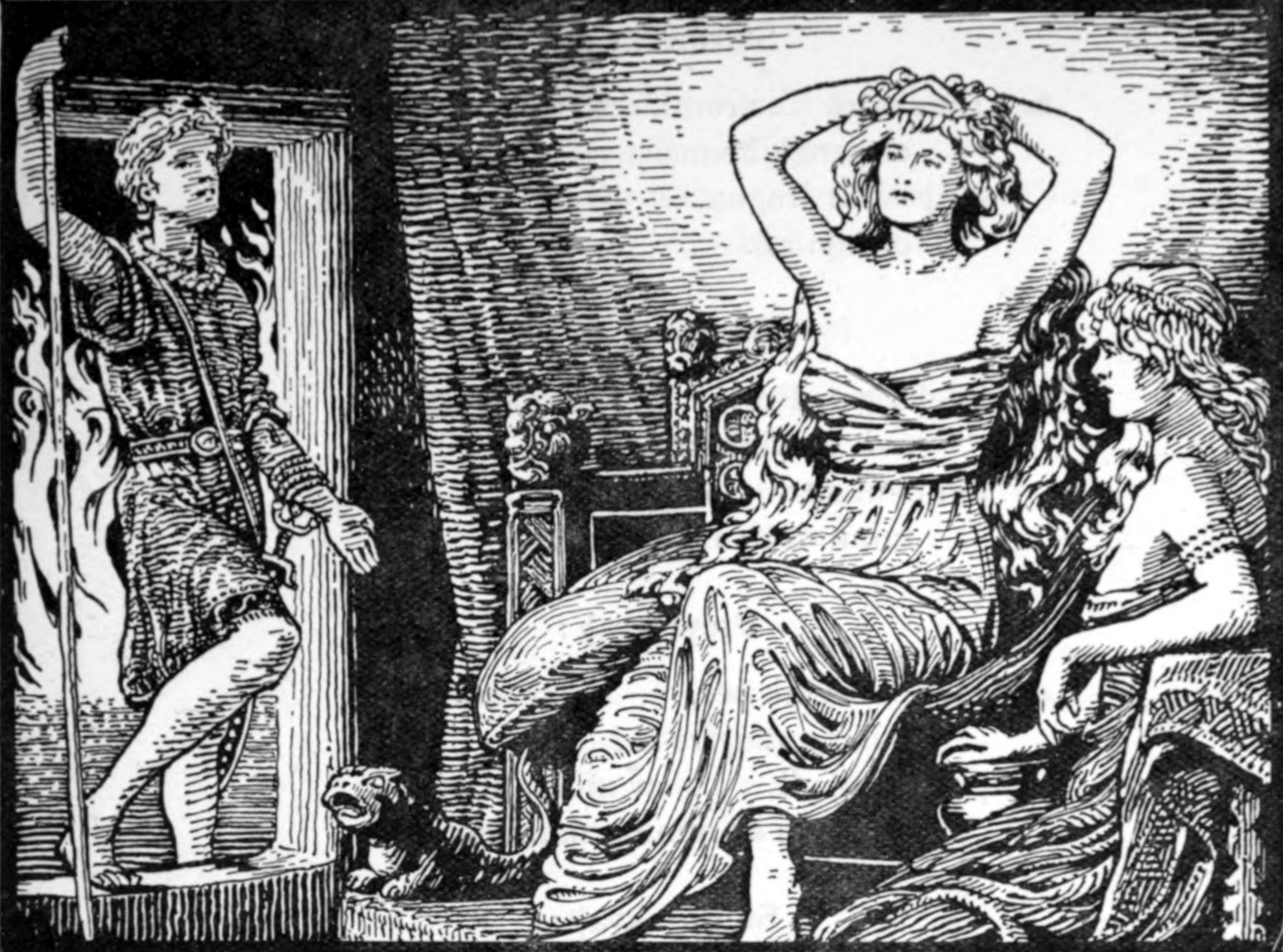
Skirnir's Message to Gerd (1908) by W. G. Collingwood.

葛德（Gerd, Gerður, Gärd, Gerdhr, Gerda, Gerdur）。古北歐語：Gerðr。在北歐神話中，她是一名女巨人，也是弗雷的妻子。她的父親是山巨人蓋密爾。葛德有著非常美麗的外表，根據形容，她燦爛的面容可以照亮北方冰凍的天空和大海。
一日弗雷趁奧丁不在時，偷偷坐了奧丁的寶座至高王座，當他看到葛德時，不禁深深愛上了她，弗雷因此得了相思病。隨從史基尼爾得知弗雷的心意後，帶著弗雷的神馬和神劍來到巨人國度，為他的主人求親。起初葛德拒絕了史基尼爾的要求，即使是可保青春長生的黃金蘋果都不能改變葛德的心意。最後史基尼爾威脅要詛咒她失去美貌（另一說法是威脅要用神劍讓整個地球被冰覆蓋），葛德才同意嫁給弗雷。他們在巴森林結婚，他們生有一子叫菲爾納（Fjolner）。